# Drnholec
Drnholec é uma comuna checa localizada na região de Morávia do Sul, distrito de Břeclav‎.